# Fernando Saavedra (ajedrecista)
Fernando Saavedra (n. Sevilla, 10 de octubre de 1847 - Dublín, 1 de mayo de 1922, bautizado como Bautista Francisco de Borja y Saavedra Caro, fue un sacerdote de la Congregación de la Pasión, que contribuyó a la resolución de un estudio de ajedrez, conocido desde entonces como la posición Saavedra.
Los padres Saavedra se trasladaron a Reino Unido cuando él era un niño. En 1866 ingresó en la Orden de los Pasionistas, y celebró su ordenación el 30 de noviembre de 1871 en el Colegio San Patricio, Maynooth, Irlanda. Trabajando en Australia, Escocia, Inglaterra e Irlanda, apoyó los proyectos de su orden en España. El 31 de mayo de 1921 celebró su jubileo sacerdotal y en esa ocasión el papa Benedicto XV le envió una carta con las señales apostólicas.
En 1895, mientras vivía en Glasgow, Escocia, encontró la jugada ganadora en el estudio que lleva su nombre y pasó a la historia del ajedrez.